# Peer J. Oppenheimer
Peer Jochen Dagobert Oppenheimer (* 15. Mai 1920 in Berlin; † 10. November 2018 in Los Angeles) war ein deutschamerikanischer Filmproduzent und Drehbuchautor.

## Leben
Über Oppenheimers frühes Leben ist nur sehr wenig bekannt, vermutlich emigrierte seine jüdische Familie unter Adolf Hitler in die USA. Er selbst wurde während des Zweiten Weltkriegs in die US-Armee eingezogen. Zurück im Zivilleben, studierte Oppenheimer an der Georgetown University und an der UCLA. 1954 wurde er Westküsten-Redakteur der amerikanischen Publikation Family Weekly.
Mit Beginn der 1960er Jahre wechselte Peer Oppenheimer in die Filmbranche. 1960 gründete er seine erste eigene Produktionsfirma, die O & O Productions, und war bis 1964 auch deren Präsident. In jenem Jahr gründete Oppenheimer mit der HeiRaMatt Productions eine weitere Firma. 1965/66 stellte ihn Artur Brauner als Herstellungsleiter seiner CCC-Film ein. 1973 stand Oppenheimer als Präsident der in London beheimateten Elite Syncopation Ltd. vor. Zwei Jahre später beteiligte er sich an der Gründung der PRO-International Films, deren Vizepräsident er gleichfalls wurde.
Oppenheimers eklektisches Œuvre umfasst überwiegend B-Produktionen. Seit Mitte der 1970er Jahre produzierte er regelmäßiger und schrieb gelegentlich auch Drehbücher. Bei einer Reihe seiner frühen Filme war er lediglich einer von mehreren Produzenten, Mitte der 1990er Jahre führte er bei dem Terrorismusthriller Terror in Paradise das einzige Mal Regie.
Peer J. Oppenheimer hat auch Gastvorlesungen an der UCLA gehalten und gehört der Writers Guild of America an.

## Filmografie
als Filmproduzent, wenn nicht anders angegeben
- 1960: Here’s Hollywood (TV-Serie)
- 1965: Operation C.I.A. (auch Drehbuchmitarbeit)
- 1968: Lady Hamilton – Zwischen Schmach und Liebe
- 1974: Sex Play (auch Drehbuchmitarbeit)
- 1976: Nashville Girl (auch Drehbuch)
- 1977: Foes
- 1982: Der Fall Sylvester Matuska (auch Drehbuchmitarbeit)
- 1984: The Secret Diary of Sigmund Freud
- 1985: Key Exchange
- 1991: Colette (Becoming Colette)
- 1993: Heißer Asphalt (Boulevard)
- 1994: Terror in Paradise (auch Regie)
- 1998: Legacy – Tödlicher Einsatz in Manila (Legacy)
- 2002: Blue Car – Poesie des Sommers (auch Rolle)
- 2003: Dry Cycle
- 2005: Don’t Tell
- 2006: Eye of the Dolphin
- 2007: Aufbruch in ein neues Leben (Rails & Ties)
- 2009: Lost Dream
- 2013: Whatever Happened to Norma Jeane? (Dokumentarfilm)